# Ministère de la Justice (Suède)
Pour les autres articles nationaux ou selon les autres juridictions, voir Ministère de la Justice.

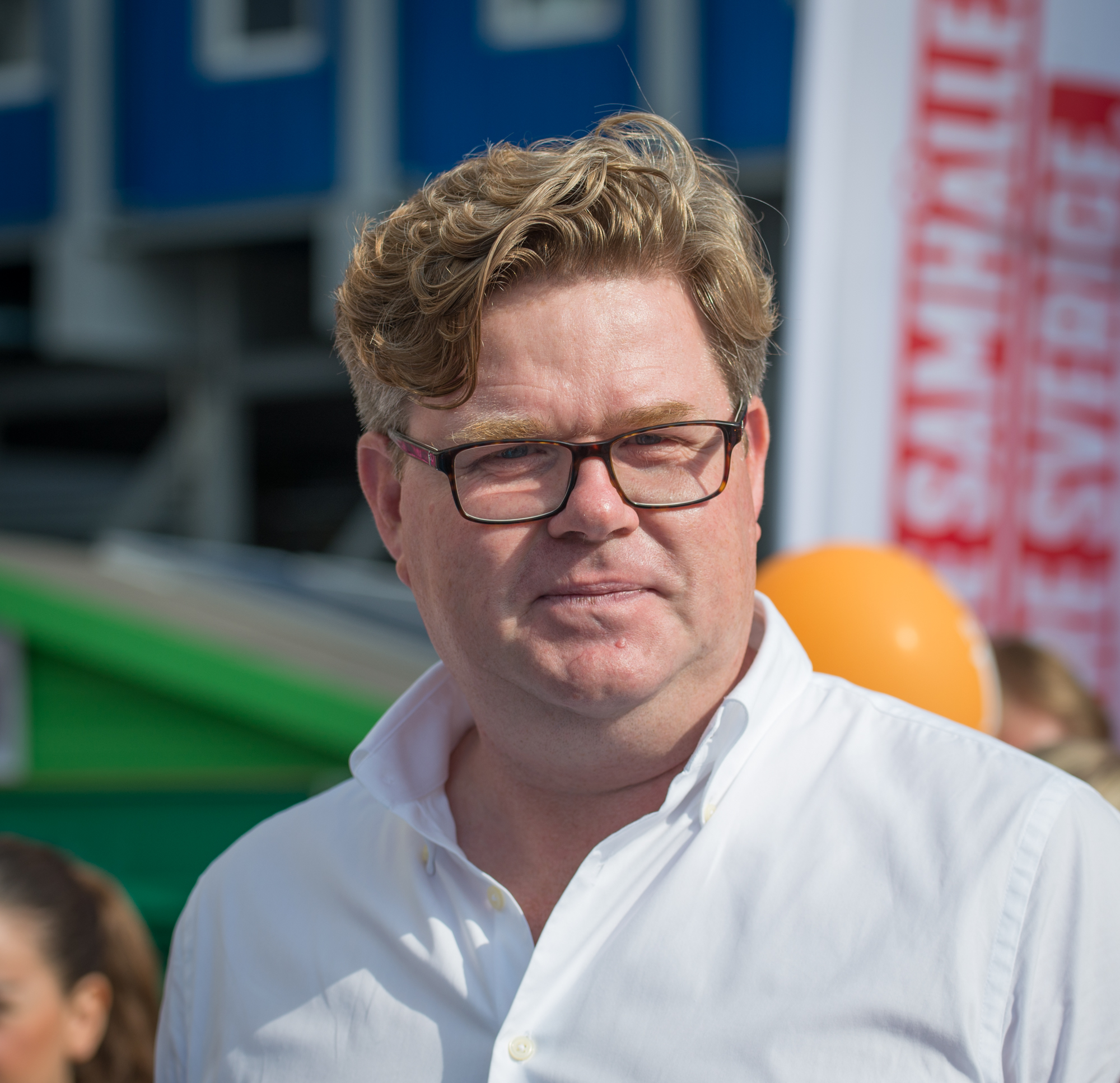
Gunnar Strömmer sur la place Sergel à Stockholm la veille du jour des élections, le 8 septembre 2018.

Le ministère de la Justice (Justitiedepartementet) est un ministère du gouvernement suédois. À sa tête se trouve le ministre de la Justice (justitiesminister).

## Liste des ministres
- 1876-1879 : Louis De Geer père
- 1879-1880 : Ludvig Teodor Almqvist
- 1880-1888 : Nils von Steyern
- 1888 : Axel Bergström
- 1888-1889 : Axel Örbom
- 1889-1896 : August Östergren
- 1896-1901 : Ludvig Annerstedt
- 1901-1902 : Hjalmar Hammarskjöld
- 1902-1905 : Ossian Berger
- 1905 : Gustaf Berg
- 1905-1906 : Karl Staaff
- 1906-1911 : Gustaf Albert Petersson
- 1911-1914 : Gustaf Sandström
- 1914-1917 : Berndt Hasselrot
- 1917 : Steno Stenberg
- 1917-1920 : Eliel Löfgren
- 1920 : Östen Undén
- 1920 : Assar Åkerman
- 1920-1921 : Birger Ekeberg
- 1921-1923 : Assar Åkerman
- 1923-1924 : Birger Ekeberg
- 1924-1926 : Torsten Nothin
- 1926-1928 : Johan Thyrén
- 1928-1930 : Georg Bissmark
- 1930-1932 : Natanael Gärde
- 1932-1936 : Karl Schlyter
- 1936 : Thorwald Bergquist
- 1936-1943 : Karl Gustaf Westman
- 1943-1945 : Thorwald Bergquist
- 1945-1957 : Herman Zetterberg
- 1957-1959 : Ingvar Lindell
- 1959-1969 : Herman Kling
- 1969-1976 : Lennart Geijer
- 1976-1979 : Sven Romanus
- 1979-1981 : Håkan Winberg
- 1981-1982 : Carl Axel Petri
- 1982-1983 : Ove Rainer
- 1983 : Anna-Greta Leijon (intérim)
- 1983-1987 : Sten Wickbom
- 1987-1988 : Anna-Greta Leijon
- 1988 : Thage G. Peterson (intérim)
- 1988-1991 : Laila Freivalds
- 1991-1994 : Gun Hellsvik
- 1994-2000 : Laila Freivalds
- 2000 : Lena Hjelm-Wallén (intérim)
- 2000-2006 : Thomas Bodström
- 2006-2014 : Beatrice Ask
- 2014-2022 : Morgan Johansson
- depuis 2022 : Gunnar Strömmer